# Stadiwm Principality
El Millennium Stadium (en gal·lès: Stadiwm y Mileniwm), és un estadi de futbol i de rugbi ubicat a la ciutat de Cardiff, capital de Gal·les, al Regne Unit. És la seu habitual de les seleccions gal·leses de futbol i rugbi. A més, s'han disputat diverses finals de les competicions futbolístiques angleses mentre el nou estadi de Wembley es trobava en construcció. Aquest estadi també serà una de les seus dels Jocs Olímpics Londres 2012 en les competicions de futbol.